# Gymnázium Mozartova Pardubice
Gymnázium, Pardubice, Mozartova 449 je nejmladší ze tří pardubických gymnázií. Do rejstříku škol bylo oficiálně zapsáno již 19. ledna 1996, ale první žáci do lavic usedli až v září následujícího roku.

## O gymnáziu
Gymnázium se nachází na Mozartově ulici, č.p. 449, v pardubické městské části Polabiny IV. Současným ředitelem je Petr Harbich, který nahradil v roce 2017 dosavadního ředitele Marka Výborného. Nabízí čtyřleté všeobecné vzdělání, jehož cílem je připravit studenty zejména na studium na vysokých školách. Studenti si zde mohou vybírat (kromě povinné angličtiny) i z několika světových jazyků – němčiny, francouzštiny, španělštiny a ruštiny. Dále je zde výuka také přizpůsobena zájmům studentů, a to tak, že si volí i další doplňující semináře, např. z předmětu biologie, chemie, fyziky nebo zeměpisu. Neméně důležitý je zde i sport.